# 1959-es Formula–1 világbajnokság
Az 1959-es Formula–1-es szezon volt a 10. FIA Formula–1 világbajnoki szezon. 1959. május 10-étől december 12-éig tartott. Az előző évi világbajnok Mike Hawthorn január 22-én London közelében Jaguarjával karambolozott és a balesetben életét vesztette. A Ferrari Tony Brooksot szerződtette le. Az Argentin nagydíj elmaradt, így csak májusban kezdődtek a versenyek, kikerült a futamok közül a belga nagydíj is. A Vanwall márka is visszalépett, és a Cooper által kezdett elterjedni a farmotoros versenyautó építés. Stirling Moss ebben az évben a Rob Walker Racing Teamhez csatlakozott, ahol a Cooper T51-est vezette (két bajnoki futamon egy BRM P25-össel vett részt).

## A szezon menete
A tragikus 1958-as év után (amikor Luigi Musso, Peter Collins és Stuart Lewis-Evans is életét vesztette) Tony Vandervell, a Vanwall vezetője bejelentette, hogy csapata visszalép a versenyzéstől megromlott egészségi állapota miatt. Néhány héttel a bejelentés után a visszavonult világbajnok Mike Hawthorn autóbalesetben meghalt.
Stirling Moss Rob Walker privát csapatához csatlakozott, ahol a Cooper T51-essel versenyzett, Maurice Trintignant mellett. Tony Brooks a Ferrari versenyzője, csapattársa a BRM-ből átigazoló Jean Behra, Phil Hill és a korábbi lotusos Cliff Allison lett. Bruce McLaren Jack Brabhamhez csatlakozott, a gyári Cooper csapathoz. A BRM-nél maradt Harry Schell, Jo Bonnier és Ron Flockhart került Behra helyére. Az új 2,5 literes Coventry Climax motor nagyon versenyképesnek ígérkezett, a Cooper és a Lotus is ezt használta autóiban.

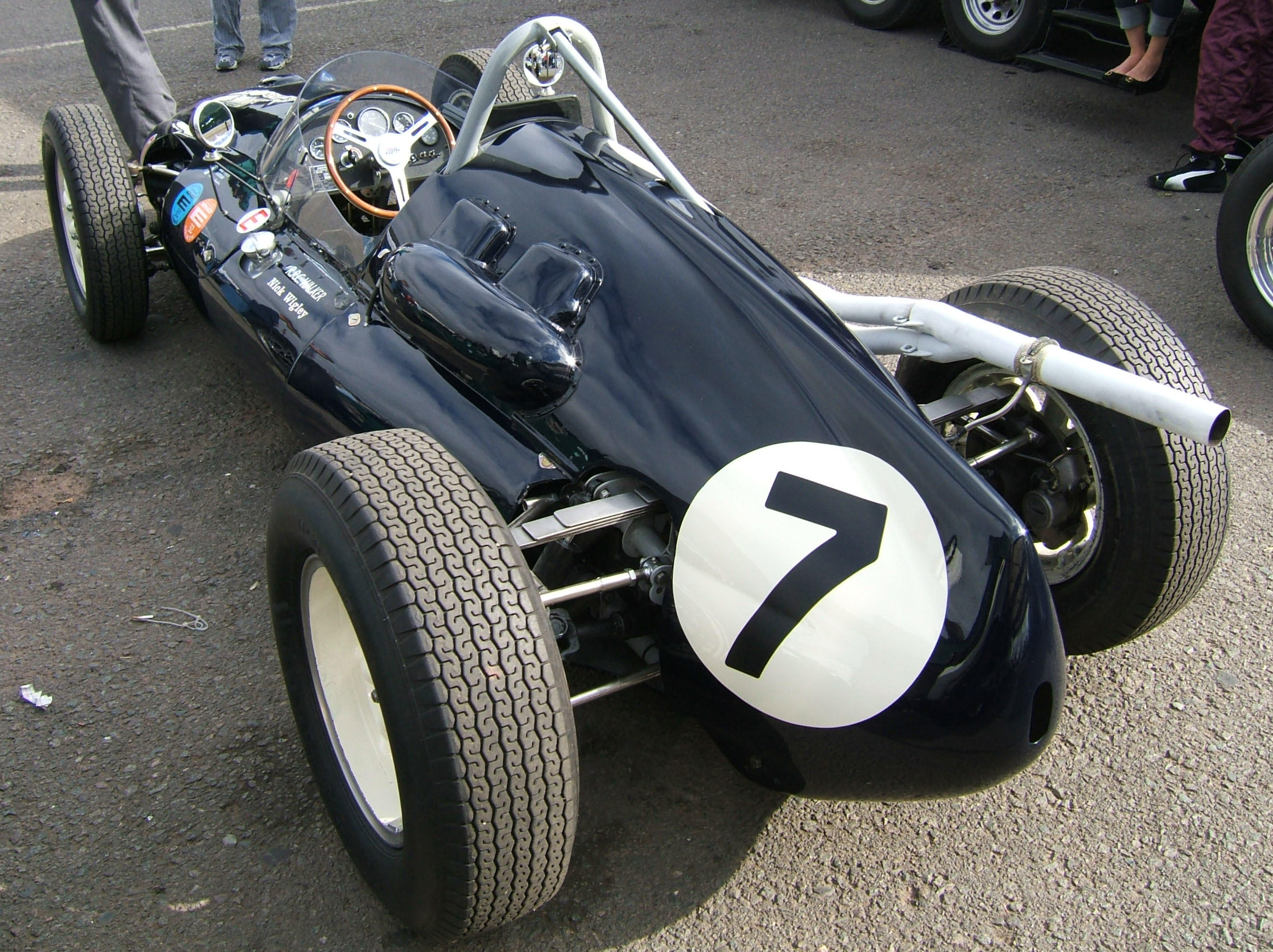
A Rob Walker csapat Cooper T51-ese

Az első világbajnoki futamot csak májusban rendezték, előtte három nem világbajnoki verseny került megrendezésre: a Glover Trophy Goodwoodban, a BARC 200 Aintree-ben és az International Trophy Silverstone-ban. Az első futamot Moss egy Cooperrel, a másodikat Behra a Ferrarival, a harmadikat Brabham a Cooperrel nyerte.
Ezután nem volt meglepetés hogy a monacói nagydíj első rajtrácsán is ők hárman foglaltak helyet.
Behra szerezte meg a vezetést Moss és Brabham előtt. A 22. körig vezetett, amikor Mossnak sikerült eléje kerülnie, majd a következő körben Brabhamnek is, mivel a ferraris motorhibával kiesett. Phill Hill szerezte meg a harmadik pozíciót, de megcsúszása miatt Schell és Brooks is megelőzte. A 81. körben Moss kiállt a boxba erőátviteli probléma miatt, de visszatérése után szinte azonnal kiesett. A győztes így Jack Brabham lett, Brooks második, Trintignant harmadik lett. Phil Hillt négy megpördülése ellenére is a negyedik helyen rangsorolták, Bruce McLaren előtt.
Az indianapolisi 500-on szokás szerint ismét nem indultak európaiak. Az edzéseken két versenyző (Jerry Unser és Bob Cortner) is életét vesztette. A versenyt Rodger Ward nyerte Jim Rathmann előtt. 

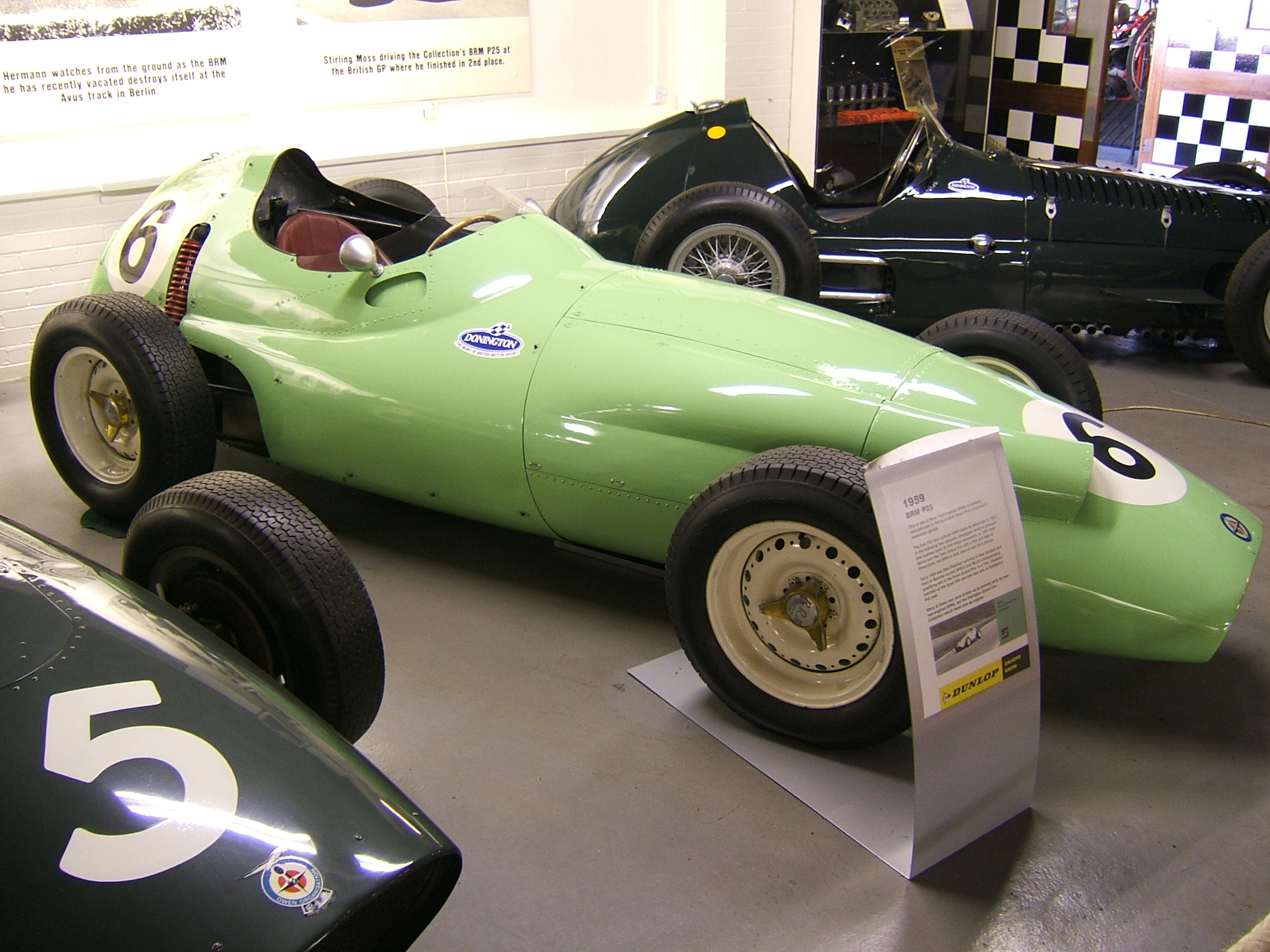
Moss BRM P25-öse, amellyel második lett a brit nagydíjon

Zandvoortban indultak az Aston Martinok először világbajnoki futamon, Roy Salvadorival és Carroll Shelbyvel, akik csak a tizenharmadik és tizedik helyet tudták megszerezni. Jo Bonnier indult az első sorból a BRM-mel, Brabham és Moss Cooperje mellől. Graham Hill a figyelemre méltó ötödik helyet érte a Lotusszal. A rajtnál Bonnier állt az élre, de Masten Gregory gyári Cooperével a harmadik sorból indulva a második helyre jött fel, majd a következő körben átvette a vezetést. Moss ezzel szemben visszaesett a középmezőnybe az indulásnál. Az amerikai versenyző a következő 12 körben vezetett, de váltóproblémája miatt Bonnier, majd Brabham is visszaelőzte. Moss a negyedik Behra és Gregory megelőzése után az élen haladókhoz kezdett közeledni, majd megszerezte a vezetést is. A brit váltóhiba miatt kiesett, így Bonnier megszerezte a BRM első győzelmét. Brabham második, Gregory harmadik, a debütáló Innes Ireland a Lotusban negyedik lett.
Striling Moss a francia nagydíjra átült az apja által alapított British Racing Partnership BRM P25-ösébe, így Rob Walker csapatában csak Trintignant vezetett. Itt mutatkozott be a Ferrari színeiben Dan Gurney. A gyors reimsi pályán Tony Brooks autózta a legjobb időt Brabham és Phil Hill előtt. A rajtnál Brooks állt az élre Moss és Gregory előtt. Az első körökben probléma adódott a Thillois hajtűkanyarban, ahol feltöredezett az aszfalt. Gregory arcát egy nekirepülő kő végta meg, míg másoknak meghibásodott az autójuk a felrepülő kövek miatt. Brooks a délután hátralévő részében végig vezetett. Trintignant a második helyre helyre ért fel, de megcsúszása után autója megállt, majd visszatolta azt a pályára. A második hely így Brabhamé, majd Phil Hillé lett. Később Moss Brabham megelőzése után Hillt is megpróbálta utolérni, de kuplung nélkül kirepült és megállt. Külső segítséggel visszatolták, de ezért később kizárták. A futamot Brooks nyerte Hill és Brabham előtt.
Jean Behra még a rajtnál lemaradt motorja lefulladása miatt, de sikerült felérnie a harmadik helyre, ekkor azonban motorja meghibásodása miatt kiesett. A verseny után vitába keveredett a Ferrari csapatvezetőjével, Romolo Tavonival, akit meg is ütött. Emiatt elküldték a csapattól.

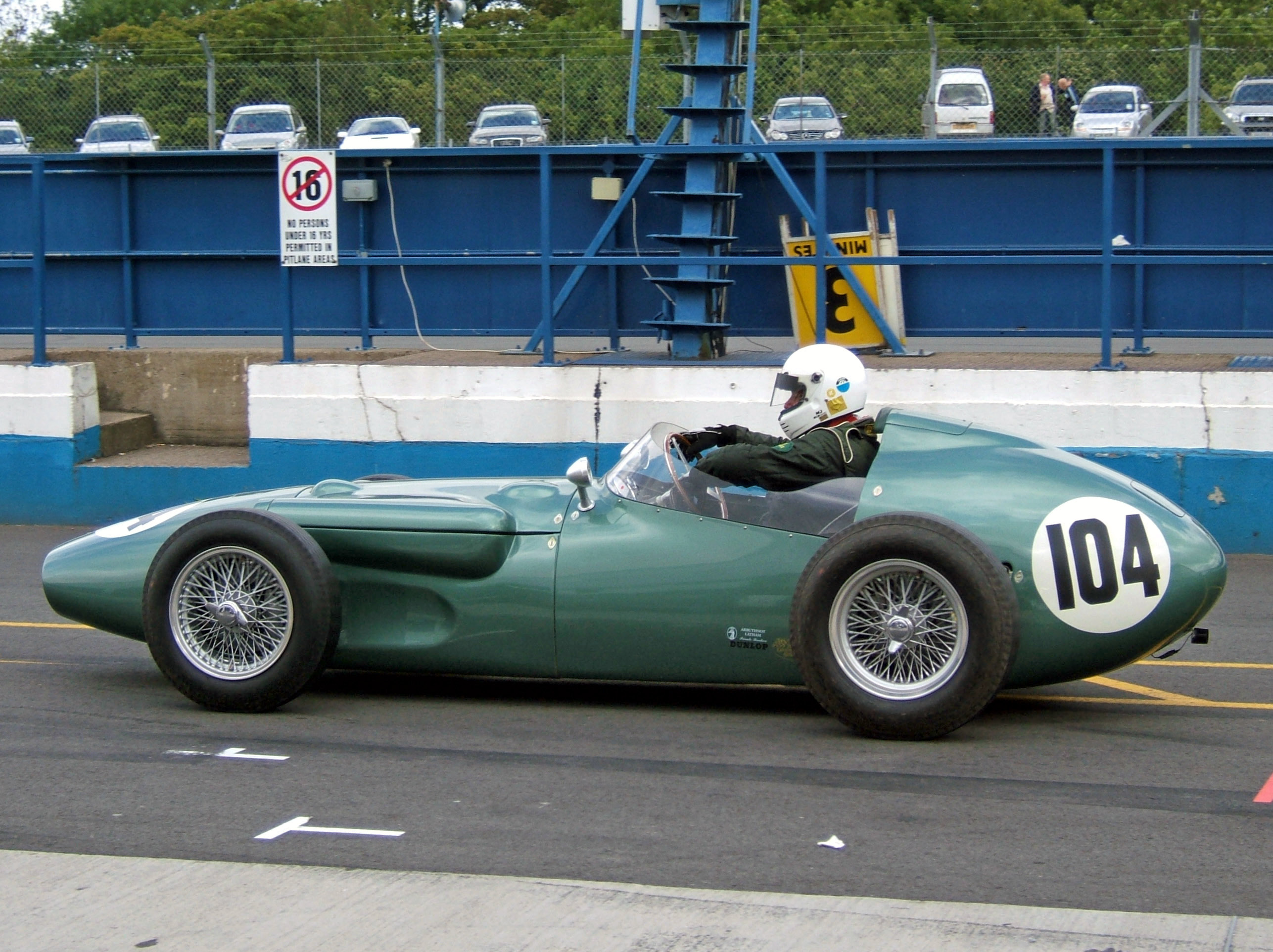
Az Aston Martin DBR4/250

A Brit Nagydííjon a Ferrari nem vett részt az olaszországi sztrájkok miatt. Tony Brooks kapott egy Vanwallt Tony Vanderwelltől, de csak a tizenhetedik helyen végzett az időmérő edzésen. Brabham indult a pole-pozícióból, Salvadori meglepetésre a második helyet szerezte meg az Aston Martinnal Harry Schell előtt. Brabham a rajtnál megőrizte vezető helyét és magabiztosan győzött. A második helyért nagy harc alakult ki, végül Mossnak sikerült üldözői előtt célbaérnie, nem tervezett boxkiállása ellenére is. A brit két tizeddel ért célba Bruce McLaren előtt.
A német nagydíjat ezúttal az AVUS nevű versenypályán rendezték Berlinben, ahol Moss már visszatért Rob Walker csapatába. Ennek nagy része egy autópályaszakaszon foglalt helyet, két hajtűkanyarral, ezek közül az északi döntött volt. Mivel a rendezők tartottak a gumiproblémáktól, úgy döntöttek, hogy a versenyt két részben rendezik meg. A szombati napot beárnyékolta Jean Behra halálos balesete, amikor egy betétfutamon, egy Porsche RSK autóval (nedves körülmények között) kicsúszott az északi döntött kanyarból és egy oszlopnak ütközött. A francia azonnal életét vesztette.
A rajtrács első sorábóból Brooks, Moss, Gurney és Brabham indult. Rövid időre Gregory állt az élre, de Brooks később visszaelőzte. Moss hamar kiesett erőátviteli probléma miatt. Az első helyért Brooks, Gurney és Gregory harcolt, de utóbbi motorhiba miatt kiesett öt körrel a vége előtt. Így Hill a harmadik, McLaren a negyedik helyre jött fel.
A második rész rajtrácsát az első rész befutóinak sorrendje alakította ki. McLaren állt az élre, de hamar Phil Hill, Bonnier, Brooks és Gurney mögé esett vissza. Brooks hamar az élre állt, míg Bonnier visszaesett, így a Ferrari autói az első három helyen értek célba. A német Hans Herrman BRM-je fékhibája miatt nagy sebességnél balesetet szenvedett a déli kanyarnál. Autója szénabáláknak ütközött és szaltózni kezdett. Hermann kiesett, de csak súlyos sérüléssel élte túl az esetet. Brooks győzött Gurney és Hill előtt.

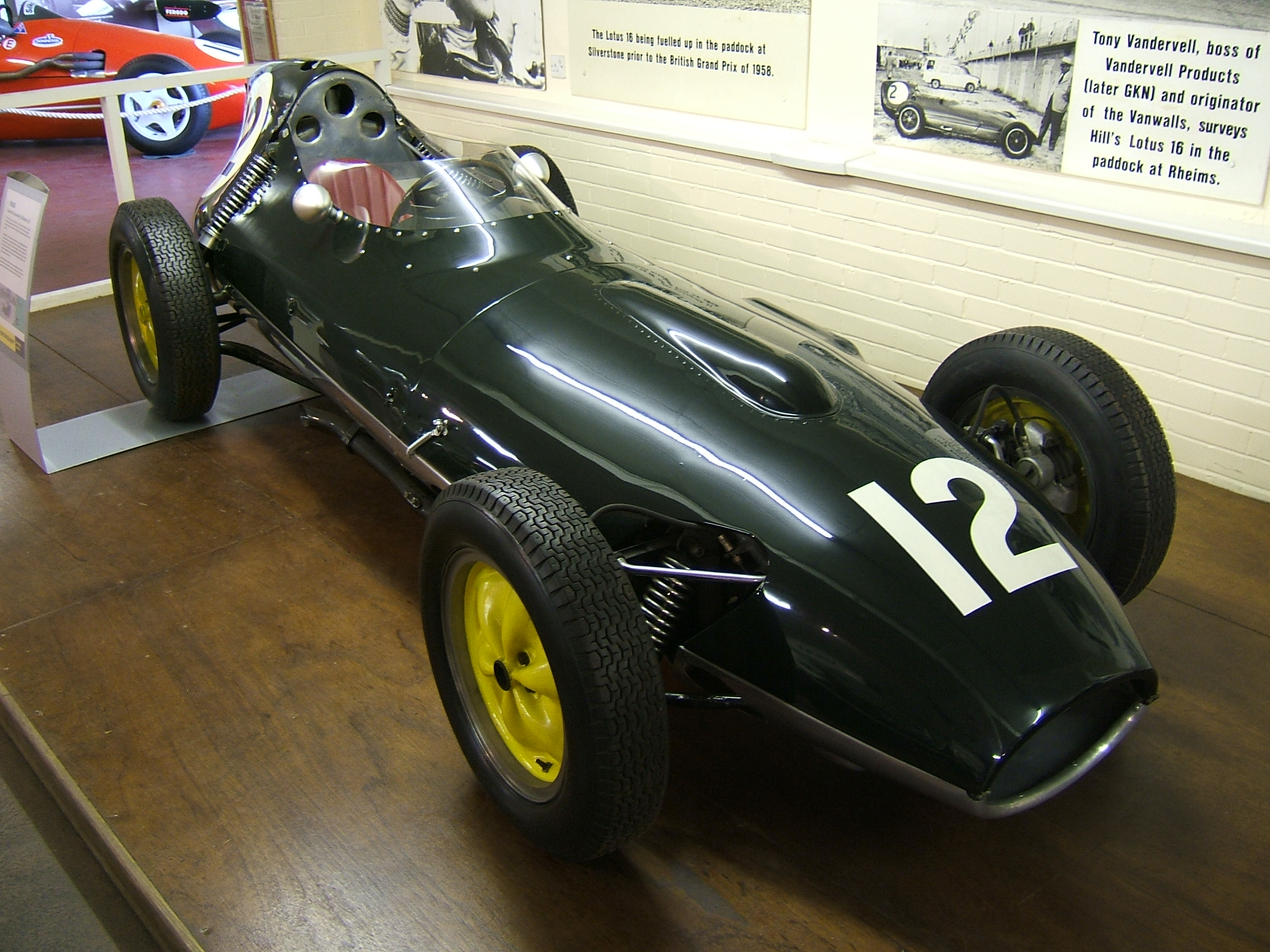
Lotus 16-os

A portugál nagydíjat a Lisszabon melletti Monsanto Parkban rendezték, ahol a Cooper autói domináltak. Stirling Moss volt a leggyorsabb az edzésen, Brabham és Gregory gyári Coopere előtt. A versenyen a brit megtartotta a vezetést, Brabham, McLaren, Gregory és Gurney előtt. Phil Hill a verseny elején megcsúszott, majd boxkiállása után névrokonával, Graham Hillel ütközött, így mindketten kiestek. A második helyen autózó Brabham egy lekörözés közben egy póznának ütközött, ahonnan visszaesett autója a pályára. Brabham kiesett a Cooperből a pálya közepére, az érkező Gregory pedig majdnem elütötte az ausztrált. A baleset után McLaren lett a harmadik, de erőátviteli probléma miatt kiesett. A harmadik helyet így Gurney szerezte meg, aki Moss és Gregory mögött ért célba.
Monzában újra a Ferrarik és a Cooperek harcoltak a győzelemért, ahol Moss szerezte meg a pole-t Brooks és Brabham előtt. A rajt után Brooks azonnal kiesett motorhiba miatt, így Moss vezetett Hill, Brabham és Gurney előtt. Hill az élre állt, ezután Mosszal váltogatták egymást az élen, míg Gurney megelőzte Brabhamet. Hillt és a többi Ferrarit a versenytáv felénél behívták a boxba új gumikért, míg Moss és Brabham kint maradt. Moss nagy előnnyel győzött, míg Phil Hill második, Brabham pedig harmadik lett.
Az utolsó futamon még Brabhamnek, Mossnak és Brooksnak maradt esélye a bajnoki címre. Az első amerikai nagydíjat a floridai Sebringben tartották. Moss indult az élről, Brabham és Harry Schell Cooperje előtt. A nagydíjon részt vett néhány helyi versenyző, köztük az indianapolisi győztes Rodger Ward is. Versenyképtelen autójával 43 másodperccel rosszabb időt futott Mossnál.
Brabham vette át a vezetést a rajtnál, de Moss hamar megelőzte és előnyt kezdett kiépíteni. Öt kör után áttétele meghibásodott és kiesett, ezután Brabham vezetett csapattársa, McLaren előtt. Cliff Allison a Ferrarival a harmadik helyről esett ki kuplunghiba miatt. Trintignant a futam végét izgalmassá tette, amikor az utolsó néhány száz méteren gyorsan zárkózott fel az időközben elsővé váló McLarenre. A francia majdnem megelőzte az új-Zélandit, célbaérkezésük között mindössze 0,6 másodperc telt el. Brabhamnek az utolsó körben elfogyott az üzemanyaga, de az ausztrál betolta autóját a célba. Bruce McLaren a legfiatalabb futamgyőztes lett 22 évesen, Trintignant második lett. Bár Brooks a harmadik helyen, Brabham előtt ért célba, a bajnoki címet az ausztrál nyerte.
A konstruktőri versenyt a Cooper-Climax nyerte a Ferrari és a BRM előtt.

## Nagydíjak
| #  | Verseny           | Dátum          | Pálya         | Pályakép | Győztes pilóta | Győztes csapat     | Összefoglaló |
| -- | ----------------- | -------------- | ------------- | -------- | -------------- | ------------------ | ------------ |
| 76 | monacói nagydíj   | Május 10.      | Monaco        |          | Jack Brabham   | Cooper-Climax      | Összefoglaló |
| 77 | indianapolisi 500 | Május 30.      | Indianapolis  |          | Rodger Ward    | Watson-Offenhauser | Összefoglaló |
| 78 | holland nagydíj   | Május 31.      | Zandvoort     |          | Joakim Bonnier | BRM                | Összefoglaló |
| 79 | francia nagydíj   | Július 5.      | Reims         |          | Tony Brooks    | Ferrari            | Összefoglaló |
| 80 | brit nagydíj      | Július 18.     | Aintree       |          | Jack Brabham   | Cooper-Climax      | Összefoglaló |
| 81 | német nagydíj     | Augusztus 2.   | AVUS          |          | Tony Brooks    | Ferrari            | Összefoglaló |
| 82 | portugál nagydíj  | Augusztus 23.  | Monsanto Park |          | Stirling Moss  | Cooper-Climax      | Összefoglaló |
| 83 | olasz nagydíj     | Szeptember 13. | Monza         |          | Stirling Moss  | Cooper-Climax      | Összefoglaló |
| 84 | amerikai nagydíj  | December 12.   | Sebring       |          | Bruce McLaren  | Cooper-Climax      | Összefoglaló |

## Bajnokság végeredménye

### Versenyzők
Pontozás:
| Helyezés | 1. | 2. | 3. | 4. | 5. | Lk. | 6.-20. |
| -------- | -- | -- | -- | -- | -- | --- | ------ |
| Pont     | 8  | 6  | 4  | 3  | 2  | 1   | 0      |

| Helyezés | Versenyző                | MON | 500 | NED | FRA  | GBR | GER | POR | ITA | USA | Pontszám |
| -------- | ------------------------ | --- | --- | --- | ---- | --- | --- | --- | --- | --- | -------- |
| 1        | Jack Brabham             | 1*  |     | 2   | 3    | 1   | Ki  | Ki  | 3   | 4   | 31 (34)  |
| 2        | Tony Brooks              | 2   |     | Ki  | 1    | Ki  | 1*  | 9   | Ki  | 3   | 27       |
| 3        | Stirling Moss            | Ki  |     | Ki* | KIZ* | 2*  | Ki  | 1*  | 1   | Ki  | 25.5     |
| 4        | Phil Hill                | 4   |     | 6   | 2    |     | 3   | Ki  | 2*  | Ki  | 20       |
| 5        | Maurice Trintignant      | 3   |     | 8   | 11   | 5   | 4   | 4   | 9   | 2*  | 19       |
| 6        | Bruce McLaren            | 5   |     |     | 5    | 3   | Ki  | Ki  | Ki  | 1   | 16.5     |
| 7        | Dan Gurney               |     |     |     | Ki   |     | 2   | 3   | 4   |     | 13       |
| 8        | Joakim Bonnier           | Ki  |     | 1   | Ki   | Ki  | 5   | Ki  | 8   |     | 10       |
| 9        | Masten Gregory           | Ki  |     | 3   | Ki   | 7   | Ki  | 2   |     |     | 10       |
| 10       | Rodger Ward              |     | 1   |     |      |     |     |     |     | Ki  | 8        |
| 11       | Jim Rathmann             |     | 2   |     |      |     |     |     |     |     | 6        |
| 12       | Johnny Thomson           |     | 3*  |     |      |     |     |     |     |     | 5        |
| 13       | Harry Schell             | Ki  |     | Ki  | 7    | 4   | 7   | 5   | 7   | Ki  | 5        |
| 14       | Innes Ireland            |     |     | 4   | Ki   |     | Ki  | Ki  | Ki  | 5   | 5        |
| 15       | Olivier Gendebien        |     |     |     | 4    |     |     |     | 6   |     | 3        |
| 16       | Tony Bettenhausen        |     | 4   |     |      |     |     |     |     |     | 3        |
| 17       | Cliff Allison            | Ki  |     | 9   |      |     | Ki  |     | 5   | Ki  | 2        |
| 18       | Jean Behra               | Ki  |     | 5   | Ki   |     |     |     |     |     | 2        |
| 19       | Paul Goldsmith           |     | 5   |     |      |     |     |     |     |     | 2        |
| 20       | Roy Salvadori            | 6   |     | Ki  | Ki   | 6   |     | 6   | Ki  | Ki  | 0        |
| 21       | Ron Flockhart            | Ki  |     |     | 6    | Ki  |     | 7   | 13  |     | 0        |
| 22       | Ian Burgess              |     |     |     | Ki   | Ki  | 6   |     | 14  |     | 0        |
| 23       | Wolfgang von Trips       | Ki  |     |     |      |     |     |     |     | 6   | 0        |
| 24       | Johnny Boyd              |     | 6   |     |      |     |     |     |     |     | 0        |
| 25       | Graham Hill              | Ki  |     | 7   | Ki   | 9   | Ki  | Ki  | Ki  |     | 0        |
| 26       | Duane Carter             |     | 7   |     |      |     |     |     |     |     | 0        |
| 27       | Harry Blanchard          |     |     |     |      |     |     |     |     | 7   | 0        |
| 28       | Carroll Shelby           |     |     | Ki  |      | Ki  |     | 8   | 10  |     | 0        |
| 29       | Giorgio Scarlatti        | NK  |     |     | 8    |     |     |     | 12  |     | 0        |
| 30       | Alan Stacey              |     |     |     |      | 8   |     |     |     | Ki  | 0        |
| 31       | Eddie Johnson            |     | 8   |     |      |     |     |     |     |     | 0        |
| 32       | Carel Godin de Beaufort  |     |     | 10  | 9    |     |     |     |     |     | 0        |
| 33       | Paul Russo               |     | 9   |     |      |     |     |     |     |     | 0        |
| 34       | Fritz d’Orey             |     |     |     | 10   | Ki  |     |     |     | Ki  | 0        |
| 35       | A. J. Foyt               |     | 10  |     |      |     |     |     |     |     | 0        |
| 36       | Chris Bristow            |     |     |     |      | 10  |     |     |     |     | 0        |
| 37       | Mário de Araújo Cabral   |     |     |     |      |     |     | 10  |     |     | 0        |
| 38       | Colin Davis              |     |     |     | Ki   |     |     |     | 11  |     | 0        |
| 39       | Gene Hartley             |     | 11  |     |      |     |     |     |     |     | 0        |
| 40       | Henry Taylor             |     |     |     |      | 11  |     |     |     |     | 0        |
| 41       | Bob Veith                |     | 12  |     |      |     |     |     |     |     | 0        |
| 42       | Peter Ashdown            |     |     |     |      | 12  |     |     |     |     | 0        |
| 43       | Al Herman                |     | 13  |     |      |     |     |     |     |     | 0        |
| 44       | Ivor Bueb                | NK  |     |     |      | 13  |     |     |     |     | 0        |
| 45       | Jimmy Daywalt            |     | 14  |     |      |     |     |     |     |     | 0        |
| 46       | Chuck Arnold             |     | 15  |     |      |     |     |     |     |     | 0        |
| 47       | Giulio Cabianca          |     |     |     |      |     |     |     | 15  |     | 0        |
| 48       | Jim McWithey             |     | 16  |     |      |     |     |     |     |     | 0        |
| —        | Hans Herrmann            |     |     |     |      | Ki  | Ki  |     |     |     | 0        |
| —        | Jack Fairman             |     |     |     |      | Ki  |     |     | Ki  |     | 0        |
| —        | Bruce Halford            | Ki  |     |     |      |     |     |     |     |     | 0        |
| —        | Eddie Sachs              |     | Ki  |     |      |     |     |     |     |     | 0        |
| —        | Al Keller                |     | Ki  |     |      |     |     |     |     |     | 0        |
| —        | Dick Rathmann            |     | Ki  |     |      |     |     |     |     |     | 0        |
| —        | Bill Cheesbourg          |     | Ki  |     |      |     |     |     |     |     | 0        |
| —        | Don Freeland             |     | Ki  |     |      |     |     |     |     |     | 0        |
| —        | Ray Crawford             |     | Ki  |     |      |     |     |     |     |     | 0        |
| —        | Don Branson              |     | Ki  |     |      |     |     |     |     |     | 0        |
| —        | Bob Christie             |     | Ki  |     |      |     |     |     |     |     | 0        |
| —        | Bobby Grim               |     | Ki  |     |      |     |     |     |     |     | 0        |
| —        | Jack Turner              |     | Ki  |     |      |     |     |     |     |     | 0        |
| —        | Jud Larson               |     | Ki  |     |      |     |     |     |     |     | 0        |
| —        | Jimmy Bryan              |     | Ki  |     |      |     |     |     |     |     | 0        |
| —        | Red Amick                |     | Ki  |     |      |     |     |     |     |     | 0        |
| —        | Len Sutton               |     | Ki  |     |      |     |     |     |     |     | 0        |
| —        | Pat Flaherty             |     | Ki  |     |      |     |     |     |     |     | 0        |
| —        | Mike Magill              |     | Ki  |     |      |     |     |     |     |     | 0        |
| —        | Chuck Weyant             |     | Ki  |     |      |     |     |     |     |     | 0        |
| —        | Brian Naylor             |     |     |     |      | Ki  |     |     |     |     | 0        |
| —        | David Piper              |     |     |     |      | Ki  |     |     |     |     | 0        |
| —        | Mike Taylor              |     |     |     |      | Ki  |     |     |     |     | 0        |
| —        | Alessandro de Tomaso     |     |     |     |      |     |     |     |     | Ki  | 0        |
| —        | George Constantine       |     |     |     |      |     |     |     |     | Ki  | 0        |
| —        | Bob Said                 |     |     |     |      |     |     |     |     | Ki  | 0        |
| —        | Alain de Changy          | NK  |     |     |      |     |     |     |     |     | 0        |
| —        | Lucien Bianchi           | NK  |     |     |      |     |     |     |     |     | 0        |
| —        | Maria Teresa de Filippis | NK  |     |     |      |     |     |     |     |     | 0        |
| —        | Pete Lovely              | NK  |     |     |      |     |     |     |     |     | 0        |
| —        | Jean Lucienbonnet        | NK  |     |     |      |     |     |     |     |     | 0        |
| —        | André Testut             | NK  |     |     |      |     |     |     |     |     | 0        |
| —        | Bill Moss                |     |     |     |      | NK  |     |     |     |     | 0        |
| —        | Keith Greene             |     |     |     |      | NK  |     |     |     |     | 0        |
| —        | Mike Parkes              |     |     |     |      | NK  |     |     |     |     | 0        |
| —        | Trevor Taylor            |     |     |     |      | NK  |     |     |     |     | 0        |
| —        | Dennis Taylor            |     |     |     |      | NK  |     |     |     |     | 0        |
| —        | Tim Parnell              |     |     |     |      | NK  |     |     |     |     | 0        |
| —        | Azdrubal Fontes          |     |     |     | NI   |     |     |     |     |     | 0        |
| —        | Phil Cade                |     |     |     |      |     |     |     |     | NI  | 0        |
| Helyezés | Versenyző                | MON | 500 | NED | FRA  | GBR | GER | POR | ITA | USA | Pontszám |

### Konstruktőrök
| Helyezés | +/- | Gyártó                   | Gumi | Start | Győzelmek | Dobogó | Első rh, | Leggy. kör | Pont   |
| -------- | --- | ------------------------ | ---- | ----- | --------- | ------ | -------- | ---------- | ------ |
| 1        | +2  | Cooper-Climax            | D    | 8     | 5         | 13     | 5        | 3          | 40(53) |
| 2        | 0   | Ferrari                  | D    | 7     | 2         | 9      | 2        | 2          | 32(38) |
| 3        | +1  | BRM                      | D    | 7     | 1         | 2      | 1        | 3          | 18     |
| 4        | +2  | Lotus-Climax             | D    | 6     | 0         | 0      | 0        | 0          | 5      |
| 5        | +11 | Cooper-Maserati          | D    | 7     | 0         | 0      | 0        | 0          | 0      |
| 6        | +10 | Aston Martin             | A    | 4     | 0         | 0      | 0        | 0          | 0      |
| 7        | +2  | Porsche                  | ?    | 3     | 0         | 0      | 0        | 0          | 0      |
| 8        | -3  | Maserati                 | D    | 5     | 0         | 0      | 0        | 0          | 0      |
| 9        | -2  | Connaught                | D    | 1     | 0         | 0      | 0        | 0          | 0      |
| 10       | +7  | JBW-Maserati             | D    | 1     | 0         | 0      | 0        | 0          | 0      |
| 11       | +6  | Fry-Climax               | D    | 1     | 0         | 0      | 0        | 0          | 0      |
| 12       | -11 | Vanwall                  | D    | 1     | 0         | 0      | 0        | 0          | 0      |
| 13       | -5  | Cooper-OSCA              | D    | 1     | 0         | 0      | 0        | 0          | 0      |
| 14       | +3  | Cooper-Borgward          | D    | 1     | 0         | 0      | 0        | 0          | 0      |
| 15       | +2  | Tec-Mec-Maserati         | D    | 1     | 0         | 0      | 0        | 0          | 0      |
| 16       | +1  | Kurtis Kraft-Offenhauser | ?    | 1     | 0         | 0      | 0        | 0          | 0      |